# The Ancient Art of War
The Ancient Art of War est un jeu vidéo de type wargame développé par Evryware et publié par Brøderbund en 1984 sur IBM PC. Alors que la plupart des jeux vidéo de stratégie de l’époque s’inspirent des jeux de plateau, notamment des jeux de guerre, et se déroulent donc au tour par tour, le jeu se focalise sur la tactique et se déroule en temps réel. A ce titre, il est régulièrement cité comme un des précurseurs des jeux de stratégie en temps réel, même s'il ne ressemble en rien aux STR modernes. Avec Legionnaire (1982) de Chris Crawford, il préfigure également un nouveau type de jeux de stratégie, les jeux de tactique en temps réel, et peut être considéré comme le premier succès commercial du genre.

## Système de jeu
The Ancient Art of War est un wargame qui simule, au niveau tactique, des batailles historiques ou fictives. Le jeu se déroule en temps réel, à l’opposé d’un jeu au tour par tour, ce qui lui vaut d’être rétrospectivement considéré comme un des précurseurs des jeux de stratégie en temps réel et des jeux de tactique en temps réel,. Le jeu inclut onze scénarios prédéfinis qui simulent divers affrontements dont la bataille de Pharsale, la bataille de Little Bighorn ou un affrontement dans la forêt de Sherwood lors duquel le joueur commande les troupes de Robin des Bois.  Il intègre également un éditeur de scénario qui permet de créer des scénarios historiques ou fictifs en définissant le champ de bataille, les armées impliquées et leurs objectifs puis en rédigeant une description du scénario. Le jeu se joue uniquement contre l’ordinateur mais propose huit opposants différents inspirés de personnages historiques : Athéna, Alexandre le Grand, Geronimo, Jules César, Genghis Khan, Napoléon, Sun Tzu et Ivan le Terrible. Chacun d’eux adopte un comportement différent, avec des schémas tactiques et stratégiques spécifiques.
Un scénario se déroule sur une carte stratégique sur laquelle sont représentées les troupes du joueur, les unités ennemies dans son champ de vision, ainsi que les différents terrains qui composent le champ de bataille, parmi les neuf présents dans le jeu : les forts, les villages, les collines, les ponts, les rivières, les berges, les forêts, les plaines et les montagnes,. L’objectif d’un scénario est de prendre le contrôle de drapeaux disséminés sur la carte et qui représentent des points d’importance stratégique . Sur la carte, les joueurs contrôlent trois types de troupes différentes : les archers, les chevaliers et les barbares. Les interactions entre les unités suivent un schéma de type pierre-papier-ciseaux, chacune ayant des points forts et des points faibles suivant le type d’unité qu’elle affronte. Les chevaliers sont ainsi très forts contre les barbares mais tombent rapidement sous les flèches des archers, qui sont en revanche moins efficaces contre les barbares. Les unités sont regroupés en escouades, qui peuvent inclure plusieurs types d’unités et adopter différentes formations tactiques.
Pour déplacer ses troupes, le joueur doit placer le curseur sur une unité, appuyer sur entrée, puis déplacer le curseur sur son point d’arrivée. L’unité se déplace alors immédiatement. Les mouvements prennent en compte le terrain, comme les forêts qui ralentissent les unités et influent sur le niveau de fatigue des unités. Ainsi, si des archers sont fatigués par de longues marches ou par d’incessants combats, leurs tirs se font moins précis. Lorsque deux unités arrivent au même endroit, un mode combat se déclenche. Le joueur peut alors visualiser ce dernier grâce à une fonction zoom. A droite apparaissent alors les unités du joueur, qui peut les disposer suivant ses choix stratégiques, et à gauche les unités de l’adversaire. Lorsque le combat commence, le joueur peut donner des ordres à ses unités, comme avancer ou tirer. Si le combat tourne mal, il est possible de battre en retraite.

## Développement et publication
The Ancient Art of War est conçu par Dave et Barry Murry. Leur objectif est d’abord de créer un wargame susceptible d’être apprécié par le grand public, et pas uniquement par les wargamers expérimentés. Ils tentent également de combiner jeu de stratégie et jeu d’action et de mettre l’accent sur des stratégies créatives plutôt que sur la force brute. Pour cela, ils s’appuient notamment sur les préceptes énoncés par Sun Tzu dans L'Art de la guerre. Le jeu est publié par Brøderbund en 1984 sur IBM PC. Compte tenu de l’objectif des concepteurs de viser le grand public, l’éditeur est réticent à promouvoir le jeu comme un wargame et choisit plutôt de le désigner comme un jeu de stratégie. Le jeu est également porté sur Apple II et Macintosh. En 1990, il est réédité en version Enhanced Graphics Adapter (la version originale étant en Color Graphics Adapter), d’abord sur IBM PC puis sur Amstrad CPC, Amiga et Atari ST.

## Accueil
| The Ancient Art of War |      |       |
| Média                  | Pays | Notes |
| Computer Gaming World  | US   | 3/5   |
| Joystick               | FR   | 53 %  |
| Tilt                   | FR   | 13/20 |

À sa sortie, The Ancient Art of War est encensé par le journaliste Russell Sipe du magazine Computer Gaming World qui explique tout d’abord que si Brøderbund affirme qu’il n’est pas un wargame, c’est en réalité « un excellent wargame ». Il juge en effet que ses développeurs ont atteint leur objectif en réussissant à combiner action et stratégie pour créer un jeu susceptible de plaire aussi bien aux fans du genre qu’au grand public. Concernant ses modes de jeu, il note la présence de onze scénarios prédéfinis mais estime que « son point fort réside surtout dans son éditeur de scénario » qui permet de créer des scénarios historiques ou fictifs en définissant le champ de bataille, les armées impliquées et leurs objectifs. Il note par contre que l’éditeur n’est pas adapté à la création de bataille des périodes postérieures au Moyen Âge, les mécanismes du jeu ne permettant pas de simuler correctement les tirs d’artillerie, et regrette qu’il ne soit pas possible de jouer à deux. En conclusion, il juge le jeu « excellent » et explique que sur de nombreux points, il est très « proche du wargame ultime », et qu’il surpasse la plupart de ses concurrents. The Ancient Art of War est également salué par le journaliste James Delson du magazine Family Computing qui encense ses « superbes » graphismes animés et estime que, malgré sa difficulté, il est « adapté à tous les niveaux ». Il juge en effet que pour les joueurs débutants, il s’agit d’un wargame de premier ordre, avant d’ajouter qu’à défaut d’être suffisamment complexe pour les wargamers expérimentés, il se révèle divertissant. Dans le même magazine, James Delson le désigne ainsi en 1985 comme le meilleur jeu « hybride » de l’année en saluant notamment sa combinaison de jeu de stratégie et de jeu d’action, son éditeur de scénario et ses « excellentes » animations.

## Postérité
The Ancient Art of War bénéficie de deux suites, The Ancient Art of War at Sea (1987) et The Ancient Art of War in the Skies (1992). La première se déroule au XIXe siècle et simule des combats navals. La seconde se déroule pendant la Première Guerre mondiale et simule des combats aériens.
Alors que la plupart des jeux vidéo de stratégie de l’époque s’inspirent des jeux de plateau, notamment des jeux de guerre, et se déroulent donc au tour par tour, le jeu se focalise sur la tactique et se déroule en temps réel. A ce titre, il est régulièrement cité comme un des précurseurs des jeux de stratégie en temps réel, même s'il ne ressemble en rien aux STR modernes,. Avec Legionnaire (1982) de Chris Crawford, il préfigure également un nouveau type de jeux de stratégie, les jeux de tactique en temps réel, et peut être considéré comme le premier succès commercial du genre.